# النسر 2
النسر 2 (بالفارسية: عقاب 2) هي وكالة إيرانية لمكافحة التجسس مهمتها حماية المنشآت النووية الإيرانية من التهديدات، بما في ذلك التخريب والحرب السيبرانية. وفقًا لصحيفة نيويورك تايمز، أقرت إيران بأنها تحارب التجسس النووي، وأحبطت محاولات تجنيد جواسيس وهاربين لتمرير أسرار خارج منشآتهم للتخصيب. كما ذكرت صحيفة نيويورك تايمز أن هذا قد يكون بسبب الجهود التي تردد أنها بدأت في ظل إدارة جورج دبليو بوش في الولايات المتحدة الأمريكية لتخريب الأجزاء المستوردة إلى إيران. فمن زعم أن تسارعت وتيرة هذه الجهود في عهد الرئيس باراك أوباما الصورة الإدارة، مع مرافق تواجه مشكلة مع تصاميم الفقيرة وصعوبة الحصول على قطع غيار، بسبب العقوبات التي تفرضها الأمم المتحدة.

## التاريخ
تم تشكيل الوكالة في ديسمبر 2005 بعد اعتقال اثنين من العملاء الأجانب في الموقع السري آنذاك لبارشين ولافيزان. واليوم يقود الوكالة أحمد وحيدي، عضو الحرس الثوري الإيراني.

## روابط خارجية
- التعليق les États-Unis espionnent l'Iran by Georges Malbrunot
- مقالة المخابرات أون لاين